# Berg (San Galo)
Berg es una comuna suiza ubicada en el cantón de San Galo. Tiene una población estimada, a fines de 2020, de 866 habitantes.
Limita al norte con la comuna de Arbon, al noreste con Steinach, al noroeste con Roggwil, al oeste con Häggenschwil, al sur con Wittenbach y al sureste con Mörschwil.